# Электретный микрофон

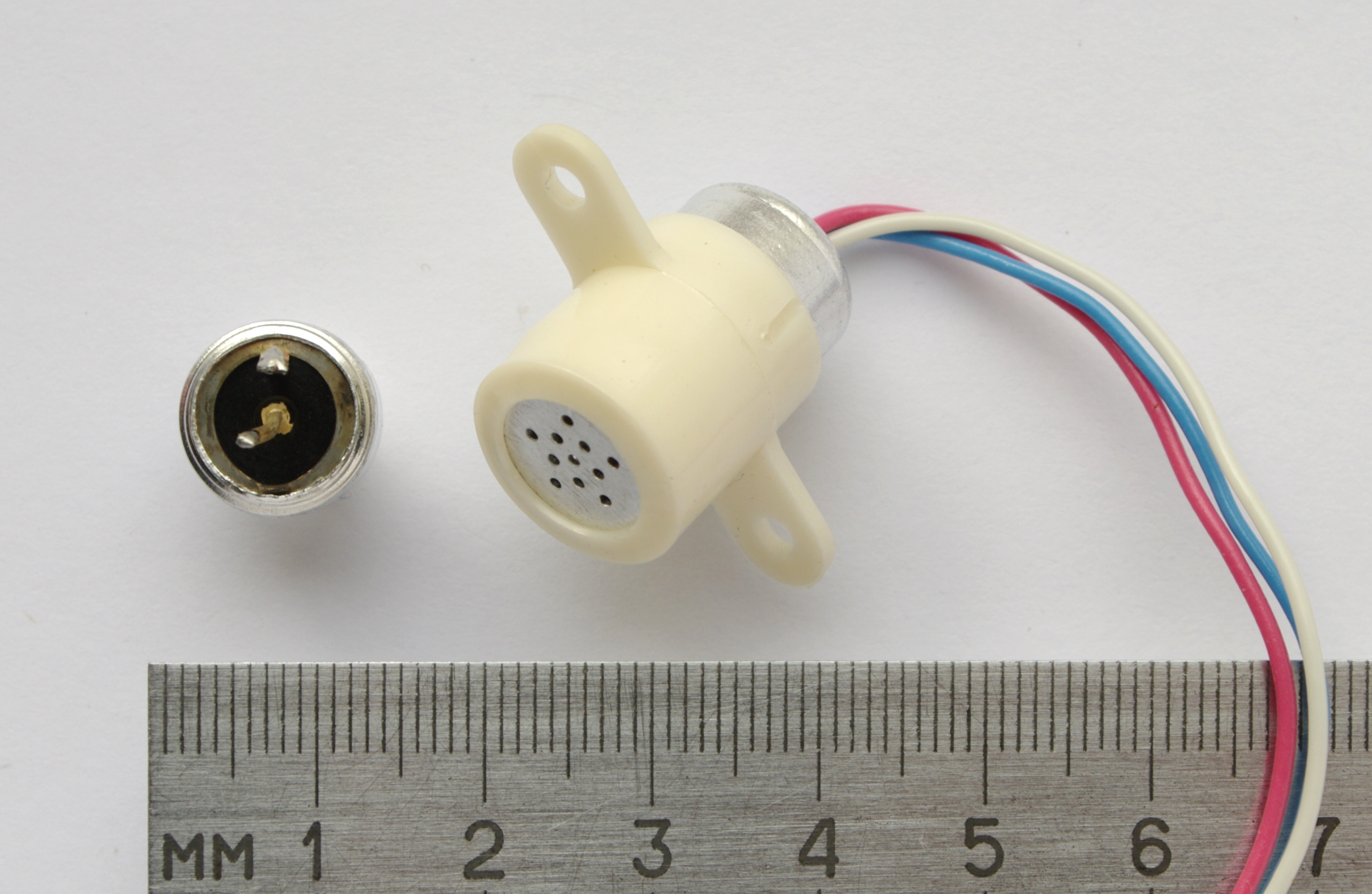
Слева электретный капсюль (конденсатор) микрофона МКЭ-3, справа — весь микрофон (содержит капсюль и буферный усилитель)

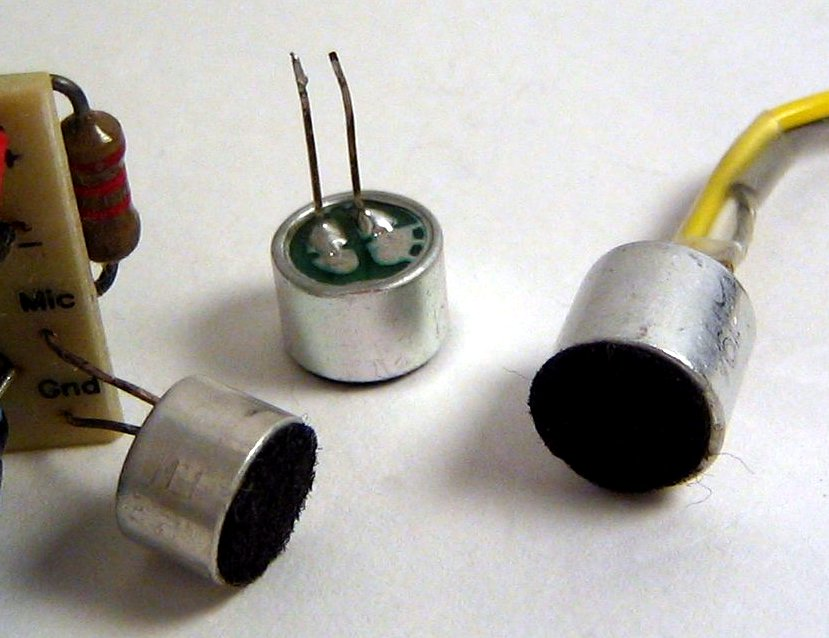
Электретные микрофоны («капсюли») со встроенными усиливающими полевыми транзисторами.

Электре́тный микрофо́н — микрофон с принципом действия, сходным с микрофонами конденсаторного типа, использующий в качестве неподвижной обкладки конденсатора и источника постоянного напряжения пластину из электрета. Используется способность этих материалов сохранять поверхностный заряд в течение длительного времени.

## История
Первые научные сведения об электретном состоянии есть в работах английского учёного С. Грея (1732 г.), М. Фарадея (1839 г.). Термин «электрет» впервые ввёл О. Хевисайд (1892 г.), а изучать это явление начал японский физик Ёгути в 1919 г.. Первое время микрофоны электретного типа были сравнительно дороги, а их очень высокое выходное сопротивление (в единицы мегаом и выше) заставляло применять для реализации исключительно ламповые схемы. Данное положение вещей сохранялось вплоть до изобретения в Лабораториях Белла в 1961 Джеймсом Вестом и Герхардом Сесслером покрытия из металлизированной тефлоновой фольги. Создание полевых транзисторов привело к появлению чрезвычайно эффективных и компактных электретных микрофонов, совмещённых с собранным в том же корпусе предусилителем на полевом транзисторе, и с 1970-х годов электретные микрофоны стали активно использоваться в бытовой технике и широком спектре приложений.

## Принцип действия гомоэлектретного микрофона
Тонкая плёнка из гомоэлектрета помещается в зазор конденсаторного микрофона либо наносится на одну из обкладок. Это приводит к появлению некоторого постоянного заряда конденсатора. При изменении ёмкости, вследствие смещения мембраны, на конденсаторе появляется изменение напряжения, соответствующее акустическому сигналу.
В самой конструкции современного микрофона предусмотрен предусилитель, поэтому необходимо соблюдать полярность подключения и обеспечить питанием транзистор предусилителя. Это достигается подачей на микрофон фантомного питания. Например, некоторые звуковые карты предусматривают фантомное питание во входах для микрофонов. Некоторые модели электретных микрофонов снабжаются собственным автономным источником питания (аккумуляторы или батарейки).

## Принцип действия гетероэлектретного микрофона
В таком микрофоне сама гетероэлектретная плёнка служит мембраной. При её деформации на её поверхностях возникают разноимённые заряды, которые можно зарегистрировать, расположив электроды непосредственно на поверхности плёнки (на поверхность напыляют тонкий слой металла (алюминий, золото, серебро и т. п.).

## Особенности подключения

Типичная схема предусилителя на встроенном полевом транзисторе. Внешнее напряжение питания подаётся на +U; отделённая конденсатором переменная составляющая сигнала снимается с «Выход»; резистор устанавливает режим работы транзистора и выходной импеданс.

В отличие от динамических микрофонов, имеющих низкое электрическое сопротивление своей катушки (от ~50 Ом до 1 кОм), электретный микрофон имеет чрезвычайно высокий импеданс (имеющий ёмкостный характер, эквивалентно представляет собой конденсатор ёмкостью порядка десятков пФ), что вынуждает подключать их к усилителям с высоким входным сопротивлением. В конструкцию практически всех электретных микрофонов входит предусилитель («преобразователь сопротивления», «согласователь импеданса») собранном на полевом транзисторе, реже на миниатюрных радиолампах, с входным сопротивлением предусилителя порядка 1 ГОм и выходным сопротивлением в сотни Ом, находящийся в непосредственной близости от капсюля. Поэтому, несмотря на отсутствие необходимости в поляризующем напряжении, такие микрофоны требуют для работы внешний источник электропитания.